# قوة النصر الإسلامية

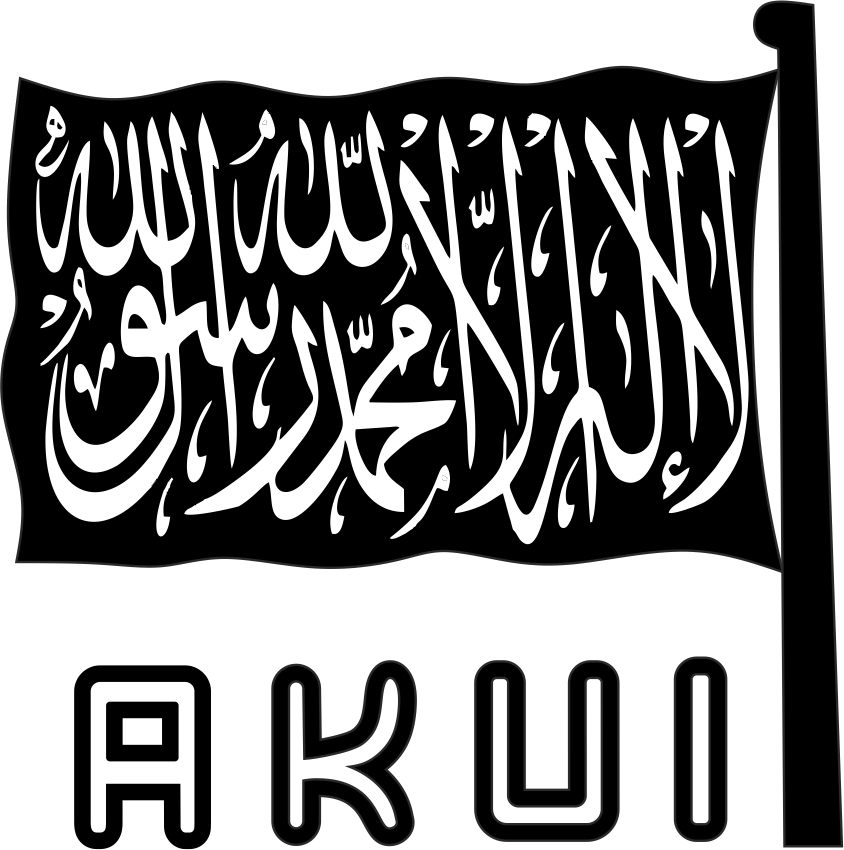
شعار الحزب في عام 1955

قوة النصر الإسلامية (بالإندونيسية: Angkatan Kemenangan Umat Islam) كان حزب سياسي إسلامي في إندونيسيا. كان الحزب مقره في جزيرة مادورا. في الانتخابات البرلمانية لعام 1955 حصل الحزب على 81.454 صوتًا (0.2٪ من الأصوات الوطنية). تم انتخاب عضو برلماني واحد من الحزب.